# La Sure en Chartreuse
La Sure en Chartreuse ist eine französische Gemeinde mit 1.060 Einwohnern (Stand: 1. Januar 2022) im Département Isère in der Region Auvergne-Rhône-Alpes (vor 2016 Rhône-Alpes); sie gehört zum Arrondissement Grenoble und zum Kanton Oisans-Romanche. Die Bewohner nennen sich Cartusurois(e).

## Geografie
Die Gemeinde La Sure en Chartreuse liegt im Südwesten des Chartreuse-Gebirges im Regionalen Naturpark Chartreuse, sieben Kilometer östlich von Voiron und etwa 17 Kilometer nordwestlich von Grenoble. Das stark bewaldete gebirgige Gemeindegebiet erreicht am Gipfel der Grande Sure mit 1920 m über dem Meer den höchsten Punkt. Die Gebirgsbäche in der Mitte und im Norden der Gemeinde entwässern nach Norden über den Guiers zur Rhône, die Gebirgsbäche im Süden der Gemeinde nach Süden zur Isère. Umgeben wird La Sure en Chartreuse von den Nachbargemeinden Saint-Étienne-de-Crossey im Norden, Saint-Joseph-de-Rivière im Nordosten und Osten, Saint-Pierre-de-Chartreuse im Osten, Proveysieux im Südosten, Mont-Saint-Martin im Süden, Voreppe im Süden und Südwesten sowie La Buisse und Coublevie im Westen.

## Geschichte
La Sure en Chartreuse entstand am 1. Januar 2017 als Commune nouvelle aus den bis dahin eigenständigen Gemeinden Pommiers-la-Placette und Saint-Julien-de-Raz.

## Bevölkerungsentwicklung
| Jahr                                                                  | 1962 | 1968 | 1975 | 1982 | 1990 | 1999 | 2006 | 2013 | 2021 |
| --------------------------------------------------------------------- | ---- | ---- | ---- | ---- | ---- | ---- | ---- | ---- | ---- |
| Einwohner                                                             | 317  | 322  | 488  | 730  | 818  | 1029 | 1085 | 983  | 1058 |
| Quellen: Cassini und INSEE (bis 2013 Addition der Vorgängergemeinden) |      |      |      |      |      |      |      |      |      |

## Sehenswürdigkeiten
- Kirche La Nativité-de-Notre-Dame (Mariä Geburt) im Ortsteil Pommiers-la-Placette aus dem 19. Jahrhundert
- KircheSaint-Julien im Ortsteil Saint-Julien-de-Raz aus dem 19. Jahrhundert
- Schloss Les Dauphins (auch: Schloss Bazire genannt) aus dem 14. Jahrhundert
- Reste der Burg la Perrière aus dem 13. Jahrhundert
- Gorges du Bret, Schlucht an der südlichen Gemeindegrenze
- Cascade de Pisserotte, Wasserfall an der nördlichen Gemeindegrenze

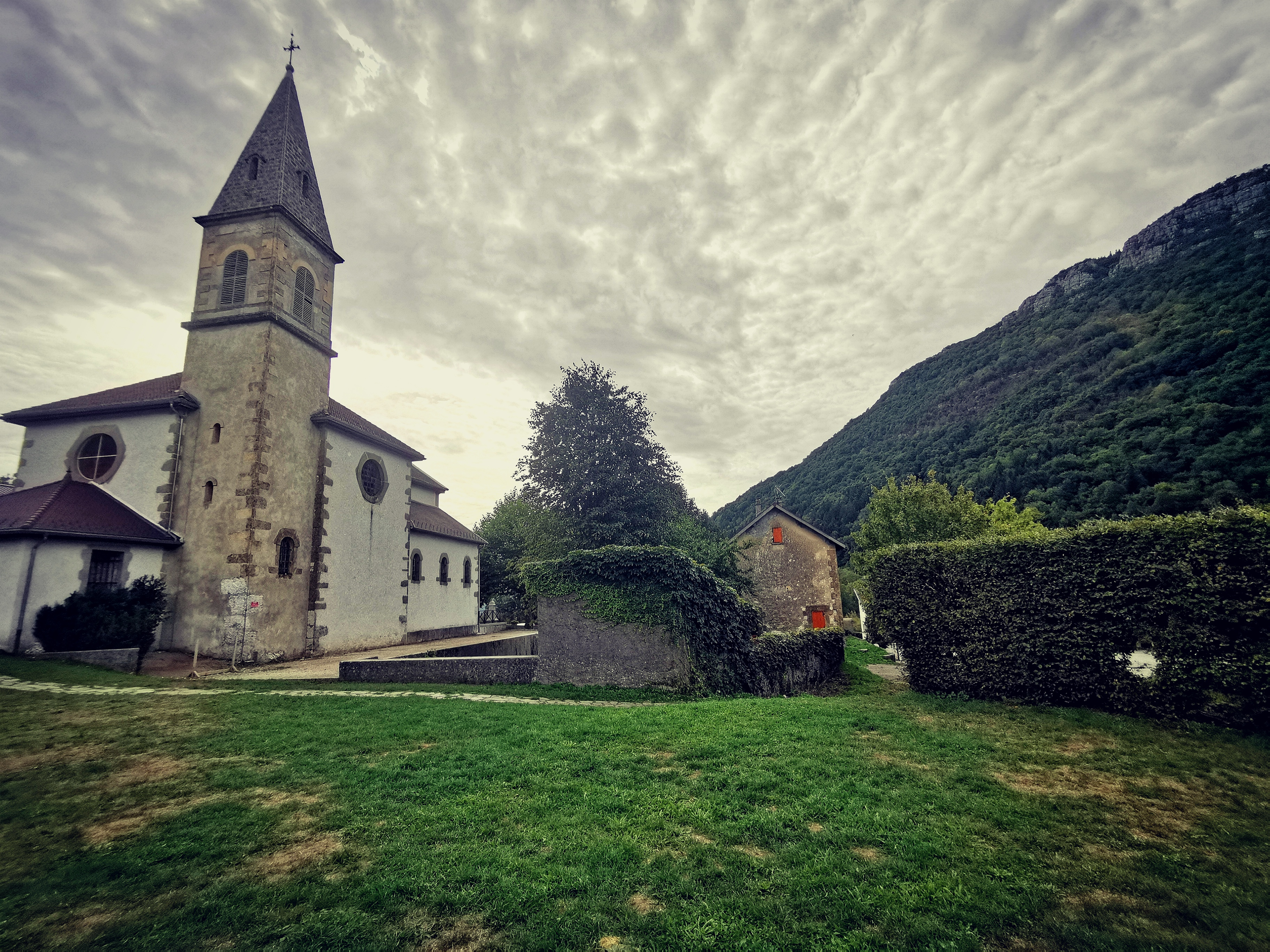
Kirche Mariä Geburt
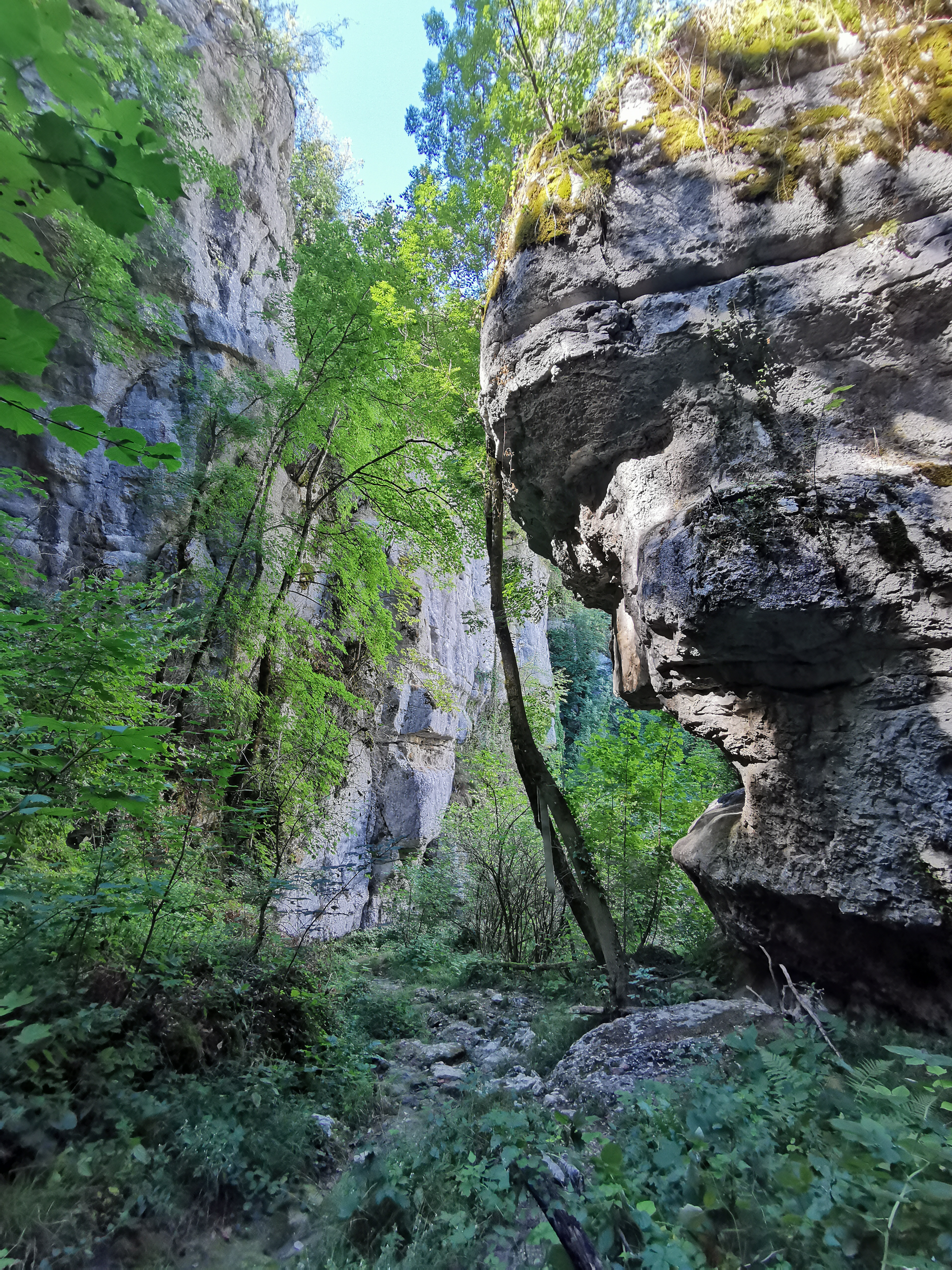
Gorges du Bret